# Rytidosperma nitens
Rytidosperma nitens är en gräsart som först beskrevs av Dennis Ivor Morris, och fick sitt nu gällande namn av Hans Peter Linder. Rytidosperma nitens ingår i släktet kängurugräs (släktet), och familjen gräs. Inga underarter finns listade i Catalogue of Life.